# ロライマ級河川哨戒艦
ロライマ級河川哨戒艦（英語: Roraima class river Patrol Ship）は、ブラジル海軍の河川哨戒艦の艦級。
ブラジルのリオデジャネイロにあるマクラーレン造船所によって建造され、1975年から1976年にかけて3隻が就役した。ブラジル海軍のアマゾン小艦隊に配備されており、2023年時点で3隻が運用中である。

## 設計
アマゾン川で使用するために設計された哨戒艦で、必要に応じて海兵隊員10名とLAR高速艇2隻を搭載することができる。
武装としてはボフォースL60 40mm機関砲1基とエリコン20mm機関砲2基、12.7mm重機関銃6基、81mm迫撃砲2基がある。

## 近代化
3隻とも就役中に近代化改修を受けており、エンジンがボルボ D49A-MS 2基（4,788hp）に変更されている。

## 同型艦
| 番号 | 艦名                | 建造所             | 就役           |
| ---- | ------------------- | ------------------ | -------------- |
| P30  | ロライマ Roraima    | マクラーレン造船所 | 1975年 2月21日 |
| P31  | ロンドニア Rondônia | マクラーレン造船所 | 1975年 12月3日 |
| P32  | アマパー Amapá      | マクラーレン造船所 | 1976年 1月12日 |